# Сандоваль, Томас
Томас Сандоваль (исп. Tomás Sandoval; 30 марта 1999 года, Санта-Фе, Аргентина) — аргентинский футболист, нападающий аргентинского клуба «Колон», выступающий на правах аренды за «Кильмес».

## Карьера
Сандоваль является воспитанником аргентинского клуба «Колон». С 2016 года тренируется с основным составом клуба. Дебютировал в аргентинском чемпионате в сезоне 2016 года поединком 30 апреля против «Олимпо», выйдя на замену на 74-й минуте вместо Николаса Легисамона. Спустя шесть минут той встречи Томас забил свой первый мяч в профессиональном футболе. Всего в дебютном сезоне провёл три поединка.
Сезон 2016/2017 Сандоваль встретил в качестве игрока скамейки запасных.